# 표도르 켈레르
표도르 에두아르도비치 켈레르 백작(Фёдор Эдуардович Келлер, 1850년 - 1904년 7월 31일)은 러시아 제국의 군인이다. 러일 전쟁 때 모티엔 전투에서 일본 군 포병이 쏜 산탄에 부상당해 전사했다. 제1차 세계 대전, 러시아 내전에서 활약한 표도르 아르투로비치 켈레르는 조카이다.

## 생애
오스트리아 귀족과 프랑스 귀족의 혈통을 가지고 있었으며, 자신도 백작이었다. 귀족 자제를 위한 근위 사관학교를 1866년에 졸업하고 러시아 군의 근위 기병 연대에 배속되었다. 체루니아에프 소장의 참모로서 1876년 세르비아-튀르크 전쟁을 참관하였고, 오스만 제국군이 러시아인의 지원을 받은 세르비아 군을 격파하는 것을 목격했다. 이어 일어난 러시아 - 투르크 전쟁에서 러시아의 지원을 받은 불가리아인 민병대의 참모를 맡았다. 더욱 부상한 알렉세이 쿠로팟킨 대령을 거쳐 미하일 스코벨레프 소장의 참모장을 역임했다. 전쟁에서 승리한 후 대령으로 승진하여 다양한 참모직을 역임했다.
1882년 근위군 제2 근위 저격수 대대장으로 임명된다. 1890년 소장으로 승진했고, 1893년에는 알렉산드르 3세에 의해 근위 사관학교 교장에 임명되었다. 이 일을 1900년까지 맡아 오다가 중장으로 승진하여 예카테리노슬라프 현의 지사가 되었다.
1904년 러일 전쟁이 발발하면 전선에 종군으로 자원했다. 지원자는 접수된 육군 장관으로부터 만주군 사령관으로 향했던 쿠로팟킨 장군의 참모가 되었다. 처음에는 정보를 담당했지만, 5월 1일에 압록강 대규모 작전으로 러시아 군이 패하자 미하일 자슬리치 중장 대신 동부 방면군 사령관에 임명되었다. 켈레르 중장은 구로키 다메모토가 이끄는 일본군에게 패해 사기가 저하된 러시아 군을 격려했다. 잠시 동부 방면에서 전투가 발생하지 않고 케루레루는 5월 26일 요충지인 마천루 고개를 포기하고 이어 2개월 동안 작은 전투가 이어졌다.
7월 31일 요양시에 진군하는 일본군을 막기 위해 마천령 북쪽에 강력한 방어 진지를 구축했다. 일본군 제2사단과 근위사단은 하루 종일 공격을 주고받았지만, 러시아 군의 방어선을 돌파하지 못했다. 그러나 저녁이 되어 러시아군이 퇴각했기 때문에 일본군은 놀랐지만, 현지 주민들은 러시아군 사령관 켈레르가 오후 2시경에 일본군의 포격으로 전사했다고 알렸다.
켈레르는 큰 부대 지휘 경험이 풍부하지 않았지만, 당시 러시아군 고위 지휘관이 가지고 있지 않았던 투지 넘치는 인물로 존경 받고 있었다. 그 죽음은 해군의 스테판 마카로프 제독의 불의 전사와 비교되었다.

## 참고자료
- Connaughton, R.M (1988). The War of the Rising Sun and the Tumbling Bear—A Military History of the Russo-Japanese War 1904–5, London, ISBN 0-415-00906-5.
- Jukes, Geoffry. The Russo-Japanese War 1904–1905. Osprey Essential Histories. (2002). ISBN 978-1-84176-446-7.
- 코우너, 로템 (2006). 《Historical Dictionary of the Russo-Japanese War》. ISBN 0-8108-4927-5: The Scarecrow Press. |location=에 templatestyles stripmarker가 있음(위치 1) (도움말)
- Warner, Denis & Peggy. The Tide at Sunrise, A History of the Russo-Japanese War 1904–1905. (1975). ISBN 0-7146-5256-3.